# ولاية سمنكان
ولاية سمنكان (باللغة الدرية: سمنگان؛ باللغة البشتوية: سمنگان) هي واحدة من أربع وثلاثين ولاية في أفغانستان، تقع ولاية سمنكان شمال جبال هندو كوش في الجزء الأوسط من البلاد. تغطي الولاية 11,218 كيلومتر مربع (4,331 ميل2) وتحيط بها ولاية سربل من الغرب وبلخ من الشمال وباغلان من الشرق وباميان من الجنوب.
ولاية سمنكان مقسمة إلى 7 مقاطعات وتحتوي على 674 قرية. يبلغ عدد سكانها حوالي 438000 نسمة، وهو متعدد الأعراق ومعظم المجتمعات الريفي. مدينة أيباك بمثابة عاصمة الولاية.
سيطرت طالبان عليها خلال هجوم طالبان في عام 2021.

## التاريخ
يرتبط أقدم تاريخ معروف للولاية بتحديد سمنكان بواسطة بطليموس كمنطقة ومدينة سمنكان المحصنة على ضفاف نهر خولم. أثبتت الآثار التي تم العثور عليها هنا تأسيس المدينة على يد يوكراتيدس، ملك باكتريا. كانت تعرف حينها باسم مدينة خولم بحسب الإدريسي.

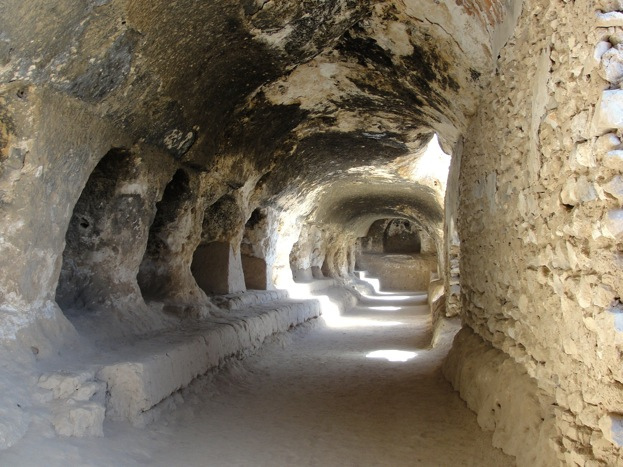
يوجد أسفل ستوبا البوذية سلسلة من خمسة كهوف، خلايا رهبان سابقين للتأمل.

يعود تاريخ مدينة سمنكان إلى زمن إمبراطورية كوشان خلال القرنين الرابع والخامس عندما كانت مركزًا بوذيًا شهيرًا. شاهد على هذه الفترة الآن في شكل أنقاض في مكان يسمى تخت رستم، الذي يقع 3 كم من المدينة على قمة تل. جاء العرب والمغول إلى هذا المكان عندما كان مشهورًا بالفعل كمركز ديني بوذي. أيبك هو الاسم الذي أُطلق على هذا المكان عندما كانت القوافل تتوقف هنا خلال فترة العصور الوسطى.
يوجد في أفغانستان العديد من المواقع الأثرية حيث تم حفر الكهوف في الصخور وسكنها البوذيون. "أحد أكثر المواقع إثارة هو موقع تخت رستم، بالقرب من سمنكان، شمال ممرات هندوكوش. يضم مجمع ستوبا مع دير محفور في الصخر. تم العثور على كهوف أخرى بالقرب من جلال آباد وفي موقع هماي قلعة جنوب غرب غزنة.
يمثل البوذي في تخت رستم هنا في شكل تل يقع على قمة التل، أقرب رابط لتطور العمارة البوذية في أفغانستان
غزا الهياطلة المنطقة وتلاهم الصفاريون الذين أتوا بالإسلام. أخذها السامانيون وسيطروا عليها حتى وصل الغزنويون إلى السلطة في القرن العاشر، وحل محلهم الغوريون. بعد الغزو المغولي استولى التيموريون على المنطقة.
بين أوائل القرن السادس عشر ومنتصف القرن الثامن عشر كان خانية بخارى يحكمون الولاية.[بحاجة لمصدر] أعطاها مراد بيك من بخارى لأحمد شاه الدراني بعد التوصل إلى معاهدة صداقة في عام 1750 أو في حوالي عام 1750، وأصبحت جزءًا من الدولة الدرانية.[بحاجة لمصدر] كان يحكمها الدرانيون تلاهم السلالة البركزاية، ولم يمسها البريطانيون خلال الحروب الأنغلو-أفغانية الثلاثة التي حدثت في القرنين التاسع عشر والعشرين.[بحاجة لمصدر] ظلت سلمية لنحو مائة عام حتى الثمانينات من القرن العشرين خلال الحرب السوفيتية الأفغانية.

### التاريخ الحديث
بعد الحرب الأهلية الأفغانية، احتل أستاد محمد محقق وطالبان بلدة دارا سوف في ولاية سمنكان في أواخر عام 1999. سيطرت قوات طالبان على المنطقة من يناير / كانون الثاني إلى مارس / آذار من عام 2000، بما في ذلك ولايتي سربل وبغلان المجاورتين، حيث ورد أنهم ذبحوا عددًا غير معروف من المدنيين.
في 8 مايو 2000 تم اقتياد العديد من الرجال من بغلان إلى ممر روبوتاك في ولاية سمنكان على بعد حوالي 20 ميلاً شمال مدينة سمنكان (100 ميل جنوب مزار الشريف) وتم إعدامهم، وعثر عليهم فيما بعد من قبل المزارعين المحليين في قبور ضحلة حفرتها طالبان لهم.
بعد الإطاحة بحكومة طالبان في أواخر عام 2001 تولت إدارة كرزاي السيطرة على أفغانستان. في غضون ذلك، أنشأت قوة المساعدة الأمنية الدولية فريق إعادة الإعمار الإقليمي في الولاية. بعد تلقي التدريب من قبل القوة الدولية للمساعدة الأمنية، تقوم قوات الأمن الوطني الأفغانية بتوفير الأمن لسكان الولاية.
تتمتع الولاية بوضع أمني جيد إلى حد ما حيث أبلغت إدارة الأمم المتحدة للسلامة والأمن (UNDSS) عن حالة هادئة ومستقرة. ومع ذلك في 15 فبراير 2011 قُتل أحد جنود حفظ السلام التابعين لقوة المساعدة الأمنية الدولية من فنلندا في تفجير على جانب الطريق بالقرب من مدينة سمنكان، وفي 14 يوليو 2012 قُتل أحمد خان سمنغاني، عضو الجمعية الوطنية لأفغانستان عندما تسلل انتحاري إلى زفاف حفلة ابنته في مدينة سمنكان. كما قتلت القنبلة رئيس الولاية للمديرية الوطنية للأمن و13 ضيفًا آخر وأصيب 60 بجروح بمن فيهم كبار قادة الشرطة والجيش. وزعم نائب محافظ الولاية غلام صرخي أن عدد القتلى من المرجح أن يرتفع.

## الرعاية الصحية
تعتبر الخدمات الصحية التي تقدمها وزارة الصحة أساسية إلى حد ما حيث تضم 6 مراكز صحية وثلاثة مستشفيات فيها 60 سريراً. وهي مؤهلة بشكل جيد إلى حد معقول بوجود 21 طبيباً و33 ممرضاً. ولتلبية الاحتياجات الصيدلانية للمرضى توجد 24 صيدلية، اثنتان تديرهما الحكومة والباقي مملوك للقطاع الخاص. في عام 2006 أكملت 24 امرأة دورة في القبالة. ارتفعت نسبة الأسر المعيشية التي لديها مياه شرب نظيفة من 7% عام 2005 إلى 18% عام 2011. انخفضت النسبة المئوية للولادات التي تمت تحت إشراف قابلة ماهرة من 29% في عام 2005 إلى 20% في عام 2011.

## التعليم

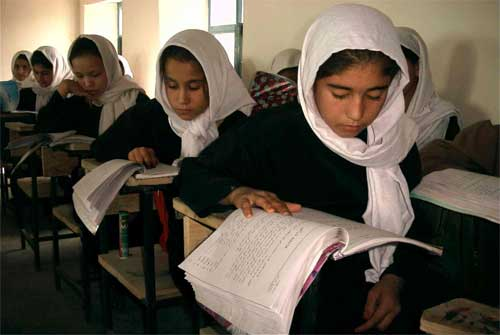
مدرسة سمنكان

ارتفع معدل الإلمام بالقراءة والكتابة الإجمالي (من عمر 6 سنوات فأكثر) من 19% في عام 2005 إلى 27% في عام 2011. ارتفع معدل الالتحاق الصافي الإجمالي (بين 6-13 عامًا) من 37% في عام 2005 إلى 47% في عام 2011.
بسبب العزلة النسبية فإن ولاية سمنكان متخلفة مع عدم وجود بنية تحتية للطاقة ولديها معدل مرتفع من الأمية، على الرغم من أن بعض الطلاب يمكنهم الوصول إلى التعليم في مزار شريف المجاورة. المرافق التعليمية في الولاية منخفضة المستوى، إذ سجل معدل معرفة القراءة والكتابة 19% فقط للولاية ككل مع معدل معرفة القراءة والكتابة 28% بين الرجال و10% بين النساء. شعب الكوتشي هم الأقل معرفة بالقراءة والكتابة، إذ سجل معدل معرفة القراءة والكتابة 3% فقط، وهذا أيضًا بين الرجال فقط. يوجد في الولاية 159 مدرسة ابتدائية وثانوية يبلغ عدد الطلاب فيها 59915 طالبًا. 83% من المدارس هي مدارس للبنين مع 68% طلاب. في حين أن مدارس القرى يسهل الوصول إليها، إلا أن المدارس الثانوية بشكل عام حوالي 10 كم من القرى.

## الاقتصاد

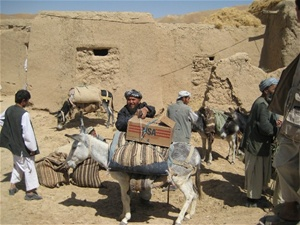
قرويون في ولاية سمنكان يتلقون طرودًا غذائية

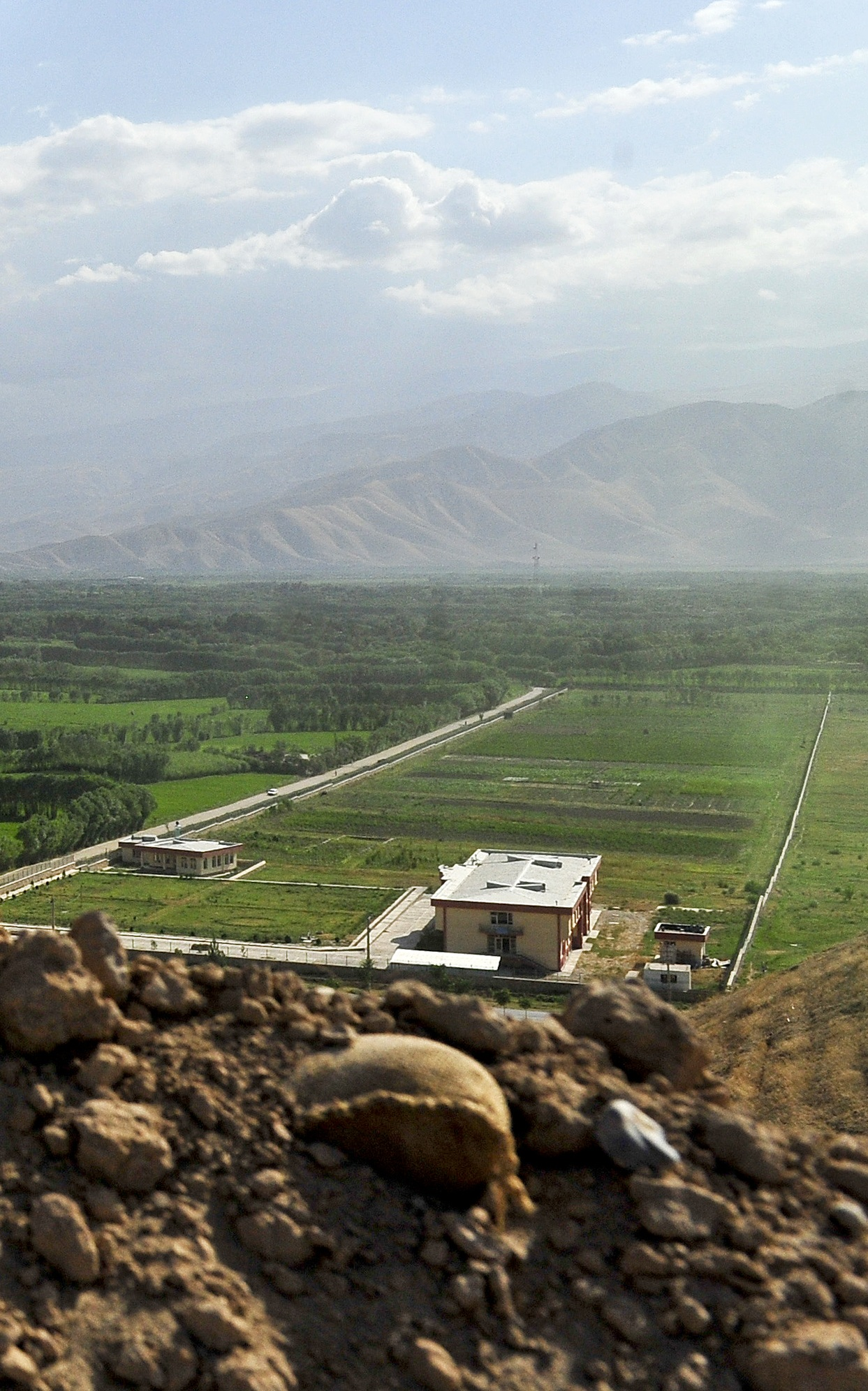
منبسط الحقول الزراعية مع الجبال في الخلفية

الزراعة وبعض التعدين على نطاق صغير هي الصناعات الرئيسية في الولاية. الوضع الاقتصادي للناس صعب للغاية حيث يجد ما يقرب من 12% من الأسر صعوبة في تلبية الاحتياجات الغذائية اللازمة للاستمرار. وقد أدى ذلك إلى تخصيص مساعدات غذائية للولاية.
بدأ تشغيل أول مصنع لصنع الأطباق تديره نساء في أكتوبر 2010. تم تدريب النساء لعدة أشهر ويعملن الآن على فترتين. خلال السنوات القليلة الماضية، عملت آلاف النساء الأخريات في مجموعة متنوعة من المشاريع المختلفة مثل الخياطة وحياكة السجاد.

### حالة البنية التحتية
اعتبارًا من عام 2005، أصبح الوصول إلى مياه الشرب المأمونة متاحًا لـ 7% من الأسر (تنخفض إلى 4% في المناطق الريفية). ومع ذلك فإن بعض مرافق مياه الشرب متاحة بشكل ما لحوالي 71% من الأسر. لا يزال يتعين على العديد من الأسر السفر لساعات طويلة إلى أقرب مصدر للمياه.
إمداد الكهرباء ضئيل للغاية، ويقتصر على 5% فقط من السكان مع 80% من المصادر الحكومية. لا يزال قطاع النقل متخلفًا. 28% فقط من الطرق صالحة للاستخدام من قبل حركة المرور على مدار العام مع ارتفاع هذه النسبة إلى 41% في بعض المواسم. لكن الطرق غير موجودة في 28% من الولاية.
لا يزال التعليم في طور النمو، إذ لم يتجاوز 19% من المتعلمين، اعتبارًا من عام 2005، حيث اقتصرت نسبة محو الأمية بين الرجال على 28% ومحو الأمية بين النساء بنسبة 10% فقط؛ معرفة القراءة والكتابة بين سكان الكوتشي هي على الأقل حوالي 3 % من الرجال فقط. هناك 59 مدرسة ابتدائية وثانوية في المحافظة يبلغ عدد الطلاب المسجلين فيها 59،915 طالبًا. ومع ذلك تختلف مسافة السفر إلى المدارس، إذ يمكن الوصول إلى المدارس الابتدائية بسهولة بينما تضم المدارس الثانوية حوالي 10 كيلومترات من السفر.
اعتبارًا من عام 2005، تم تطوير الخدمات الصحية الأساسية التي تحتفظ بها وزارة الصحة بشكل معقول مع 6 مراكز صحية وثلاثة مستشفيات بإجمالي 60 سريرًا. كان بالمراكز الصحية 21 طبيباً و33 ممرضاً.
يعتبر الأمن الغذائي قضية رئيسية إذ أن ما يقرب من 12% من سكان الولاية يتلقون أقل من الحد الأدنى من السعرات الحرارية اليومية للحفاظ على صحة جيدة. استهلاك الغذاء ضعيف في كل من المناطق الريفية والحضرية ونتيجة لذلك أصبحت المعونة الغذائية ضرورية.
من الناحية الأمنية، أفادت إدارة الأمم المتحدة للسلامة والأمن أن الوضع الأمني في المحافظة هادئ ومستقر.
الموارد المعدنية
تصدير الرخام يدعم الاقتصاد الأفغاني. يتم استخراج الرخام ومعالجته في 21 مصنعًا في البلاد، بما في ذلك الرخام البني الشهير من ولاية سمنكان. هذا يضيف إلى اقتصاد الولاية.

### الزراعة

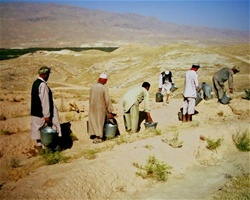
مزارعو الفستق

يدور الاقتصاد حول الزراعة، حيث يقوم المزارعون في ولاية سمنكان بزراعة الحبوب والفواكه والمكسرات في سهول الأنهار الخصبة في المنطقة. تأتي ولاية سمنكان في المرتبة الثانية بعد ولاية بادغيس شمال غرب أفغانستان من حيث إنتاج الفستق. اعتبارًا من عام 2005، كانت 10 تعاونيات زراعية تعمل في الولاية مع 665 عضوًا مسجلًا يسيطرون على مساحة 5532 هكتارًا مما جلب الرخاء لأعضائها. المحاصيل الغذائية الأساسية التي تزرع في المحافظة هي القمح والشعير والبطاطس والكتان. المحاصيل البستانية أو البستانية المزروعة هي العنب والرمان وأشجار الفاكهة والجوز الأخرى. المحاصيل النقدية المزروعة في قرى قليلة هي السمسم والقطن والتبغ. وهم في الغالب في منطقتي دارا إي صوفي باين وأبيك؛ كان القطن المحصول الرئيسي في منطقة حضرة السلطان بينما تم إنتاج التبغ على نطاق واسع في منطقة روي دو أب. كما أن استخدام الأسمدة شائع أيضًا بين 60% من المحاصيل الحقلية والمحاصيل البستانية.
تعمل تربية الخيول أيضًا على الحفاظ على اقتصاد الولاية لأنها تلبي بشكل خاص رياضة البوزكاشي الشعبية في أفغانستان. البوزكاشي هي رياضة جماعية تقليدية في آسيا الوسطى تمارس على ظهور الخيل في أفغانستان وأوزبكستان وطاجيكستان وقيرغيزستان وشمال باكستان وكازاخستان.
الري
تم تعزيز الاقتصاد الزراعي بالمحافظة من خلال تسهيلات الري التي تصل إلى 21242 هكتارًا. المناطق المروية التي تم فك رموزها من خرائط الغطاء الأرضي، في إطار مشروع تعاوني لمنظمة الأغذية والزراعة، وبرنامج الأمم المتحدة الإنمائي والمكتب الرئيسي للجيوديسيا ورسم الخرائط الأفغانية، كابول تقع في أيباك، سمنكان - 5426 هكتار، دارا - سوف، سمنكان - 4 149 هكتار، حضراتي سولت، سمنكان - 6884 هكتار، خورام وا، سمنكان - 1733 هكتار وروي دو أب، سمنكان -3،049 هكتار.

## التراث الثقافي

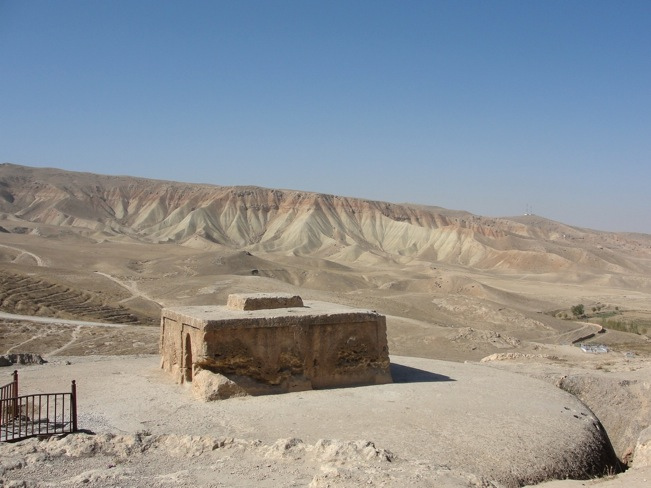
بقايا ستوبا ودير بوذي على تل فوق سمنكان. بدلاً من أن يتم بناؤها، فقد تم نحتها من الصخر لذا فهي تحت مستوى الأرض تمامًا!

التراث الثقافي التاريخي في الولاية الذي يقع أساسًا في مدينة سمنكان، والمقر الإقليمي لمدينة سمنكان هو تخت رستم والكهوف البوذية والأبراج البوذية المجاورة على قمة التل.
تخت رستم
تخت رستم (هيباك)، تعني حرفيًا عرش رستم، الذي سمي على اسم رستم، ملك الأساطير الفارسية، وهي مستوطنة على قمة تل. يعود تاريخه إلى القرنين الرابع والخامس من فترة كوشانو الساسانية، وهو ما تؤكده الأدلة الأثرية والمعمارية ونقود. تقع 3 كم جنوب غرب مدينة سمنكان. إنه موقع مجمع دير ستوبا المنحوت بالكامل في صخرة الجبل. يحتوي دير التقاليد البوذية الرئيسية في ثيرافادا البوذية على خمس غرف، واثنتان عبارة عن ملاذ والآخر عبارة عن سقف مقبب مع تجميل معقد لأوراق اللوتس. في التل المجاور توجد ستوبا، التي تحتوي على هارميكا، مع العديد من الكهوف في قاعدتها. فوق أحد الكهوف يوجد مبنى مربع الشكل فيه قاعتان للمؤتمرات. واحد 22 مترا مربعا والآخر دائري. كشفت الحفريات الأثرية في أحد هذه الكهوف عن مخبأ للعملات الغزنوية. المعابد البوذية بالقرب من تخت رستم هي 10 أرقام معروفة محليًا باسم (Kie Tehe).
هزار سوم
هزار سوم هو مركز بوذي قديم آخر في شمال وسط أفغانستان حيث تم العثور على العديد من الكهوف وفي أحد هذه الكهوف تم نحت ستوبا بوذية.

## الجغرافية

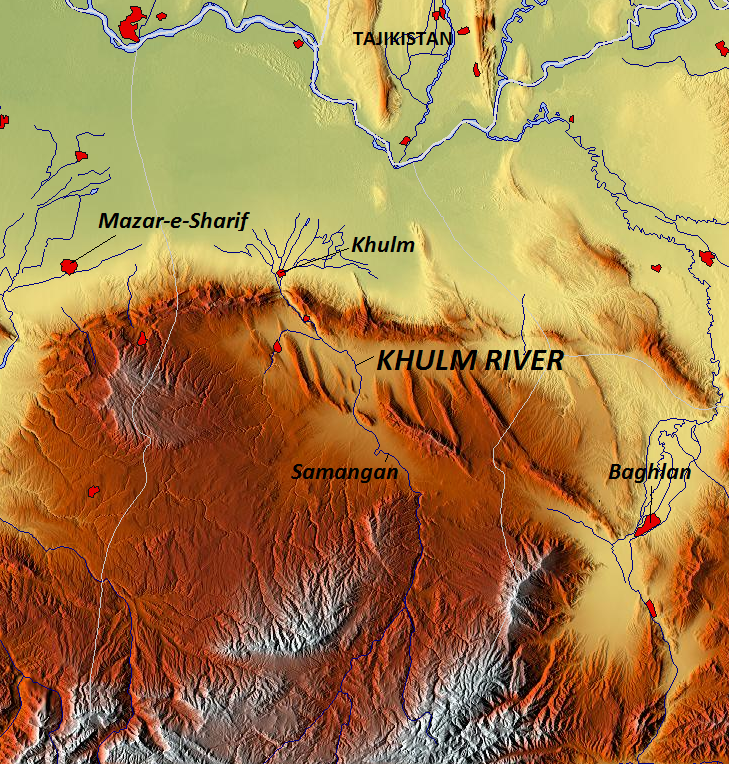
خريطة حوض نهر خولم

تقع سمنكان في شمال وسط أفغانستان، تحدها ولاية بغلان في الشرق وباميان في الجنوب وسار إي بول في الجنوب الغربي وولاية بلخ في الشمال الغربي. تغطي سمنكان مساحة 11218 كيلومتر مربع تتكون من 59% من التضاريس الجبلية، و21% من التضاريس شبه الجبلية، و12% من الأراضي المسطحة، و4.8% من الأراضي شبه المسطحة، والباقي 2.2% من الأراضي غير المصنفة.
وتتميز بعض أجزاء المحافظة بالتلال المتموجة والجبال والوديان الخضراء الغنية. تنتشر الولاية القضائية الإقليمية على سبع مناطق إدارية، وعاصمتها مدينة سمنكان. تقع هذه المدينة على ضفاف نهر خولم، في الوادي المتشكل أسفل ملتقى جبال هندو كوش وسهوب آسيا الوسطى؛ للوادي أرض زراعية خصبة للغاية. وبالتالي تقع أعلى سلاسل الجبال في الولاية إلى الجنوب الغربي من الولاية، جنوب غرب مدينة سمنكان. فقط 12% من مساحة الولاية تتكون من أراض منبسطة. تقع مدينة سمنكان في وادي نهر خولم، مع جبال من الغرب والشرق. تقع إلى الشمال الغربي من مدينة بغلان وحوالي 190 كيلومتر (120 ميل) شمال غرب العاصمة كابول ونفس المسافة جنوب شرق مدينة مزار شريف.
ولاية سمنكان لها تاريخ طويل من الزلازل التي أدت إلى خسارة الآلاف من الناس ومنازلهم. في عام 1998، ضرب زلزالان بقوة 5.9 و6.6 درجة بمقياس ريختر، مما أسفر عن مقتل حوالي 6000 شخص على طول الحدود مع طاجيكستان. ضربت سلسلة من الزلازل ولاية بغلان القريبة في 3 مارس 2002، مما أسفر عن مقتل ما يقرب من 1000 شخص. في أبريل 2010، لقي ما لا يقل عن 11 شخصًا مصرعهم وأصيب أكثر من 70 عندما زلزال بقوة 5.7 درجة على عمق 10 كم ضرب الولاية. وألحق الضرر بنحو 300 منزل وقتل مئات الماشية مما تسبب في انهيارات أرضية أغلقت بعض الطرق الرئيسية.

## الديموغرافيا
اعتبارًا من عام 2021، بلغ إجمالي عدد سكان الولاية حوالي 438000 نسمة، وهي منطقة ريفية في الغالب حيث يعيش 7% فقط في المراكز الحضرية.
«سمنكان مثل معظم أنحاء أفغانستان متنوعة عرقيًا مع الطاجيك والأوزبك والهزارة والتركمان وحتى أقلية من البشتون الذين يعيشون في جميع أنحاء الولاية.» ما يقرب من 72.5% من سكان الولاية يتحدثون الفارسية مع الطاجيك الذين يشكلون أكثر من 65% من سكان الولاية ويتحدث 22.1% من الناس الأوزبكية كلغتهم الأم.
الأرقام التقديرية للمجموعات العرقية للإقليم هي كالتالي: 65% طاجيك، 30% أوزبكي، 5% المتبقية هم الهزارة والعرب والتتار والبشتون.

### المناطق
الخريطة الحالية لمقاطعات سمنكان (كما هو موصول بصفحة مقاطعات أفغانستان)
| يصرف           | عاصمة         | السكان | مساحة         | عدد القرى والمجموعات العرقية                          |
| -------------- | ------------- | ------ | ------------- | ----------------------------------------------------- |
| أيبك           | سمنكان        | 120833 | 1،553 كم 2    | 96 قرية. 40% أوزبكي، 45% طاجيك، 5% باشتون، 10% آخرون. |
| داره سوف بللا  | داري سوف بالا | 74349  | 2911 كم 2     | 146 قرية. 100% هزاره.                                 |
| داره سوف بايان | داري سوف بيان | 82190  | 1،707.98 كم 2 | 209 قرية. 70% طاجيك و30% أوزبك.                       |
| فيروز نخير     | فيروز نخير    | 15،004 | 1،211 كم 2    | 22 قرية. أوزبكي، بشتون، طاجيكي.                       |
| حضرة سلطان     | حضرة سلطان    | 47،583 | 985 كم 2      | 66 قرية. طاجيك، باشتون، أوزبكي، عربي.                 |
| خورام وصربغ    | خورام وصربغ   | 45826  | 2،122 كم 2    | 52 قرية. الطاجيك.                                     |
| روي دو أب      | روي           | 52450  | 2،414.4 كم 2  | 83 قرية. الطاجيك.                                     |

### المدن والقرى
بحسب وزارة التأهيل الريفي والتنمية الأفغانية، فإن الولاية بها 674 قرية.

## روابط خارجية
- دوبري، نانسي هاتش (1977): دليل تاريخي لأفغانستان. الطبعة الأولى: 1970. الطبعة الثانية. منقح ومكبر. منظمة السياحة الأفغانية.